# Peloponnesos

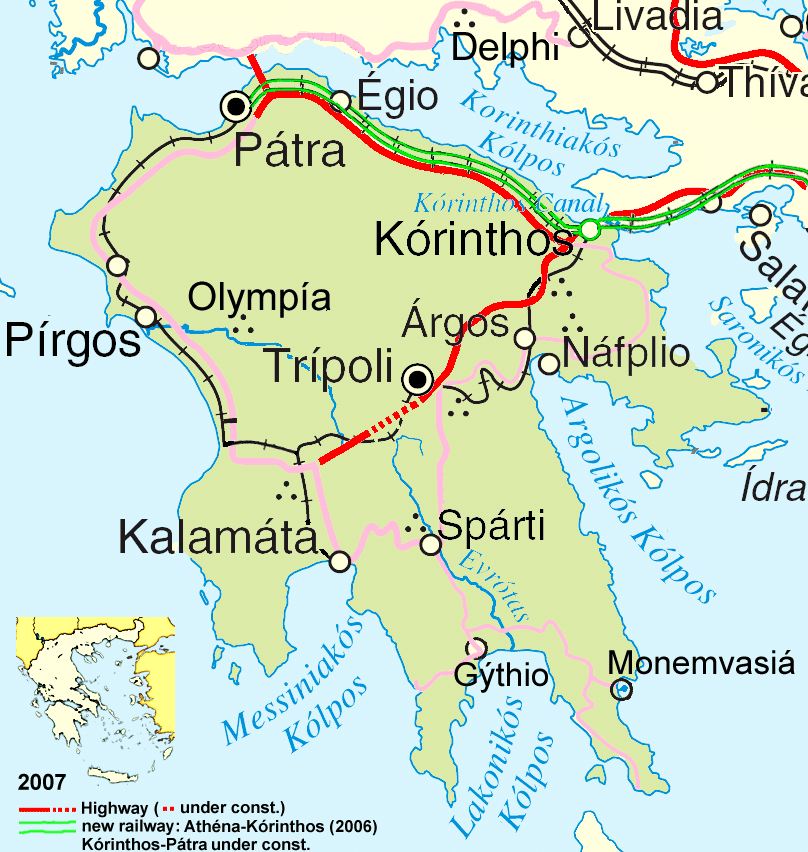
Peloponnese, các tuyến giao thông năm 2007

Peloponnesos (tiếng Hy Lạp: Πελοπόννησος) là một bán đảo lớn đồng thời cũng là một vùng ở phía nam Hy Lạp, tạo thành khu vực phía nam quốc gia tại vịnh Corinth. Bán đảo này được chia thành vùng ngoại biên của Hy Lạp hiện đại, một số khu vực của Tây Hy Lạp và Attica.

## Đơn vị vùng
- Arcadia
- Argolis

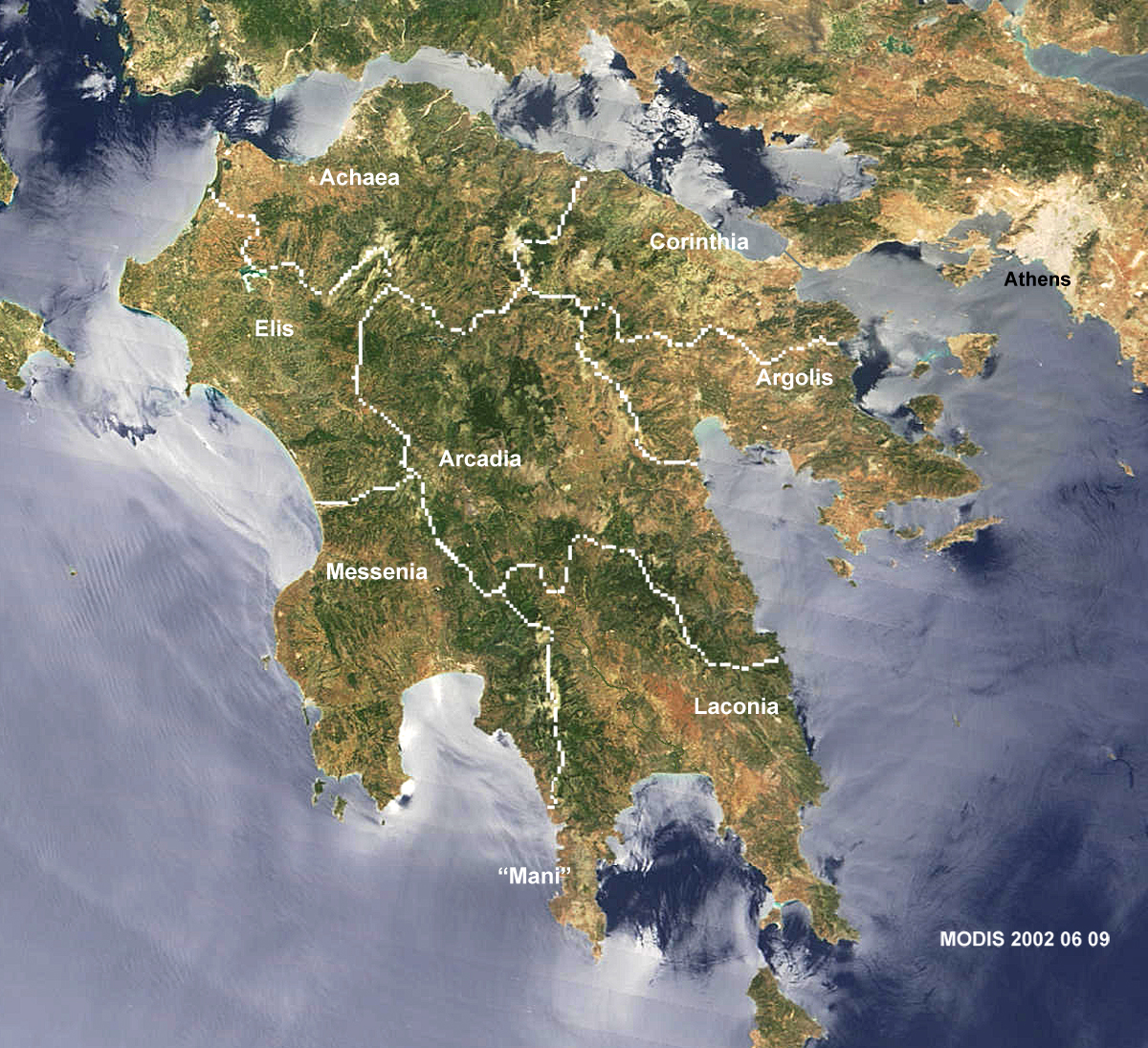
quang cảnh mùa Hè

- Corinthia (ngoại trừ các khu tự quản của Agioi Theodoroi và hầu hết Loutraki-Perachora, nguyên nằm ở phía đông kênh Corinth)
- Laconia
- Messinia
- Achaea
- Elis
- Piraeus (chỉ các đô thị Methana, Troizina, và một phần của Poros)

## Các thành phố
Các thành phố của Peloponnese (điều tra dân số năm 2001):
- Patras (169.242 dân)
- Kalamata (54.065 dân)
- Corinth (30.434 dân)
- Tripoli (28.976 dân số)
- Argos (25.068 dân)
- Pyrgos (24.765 dân)
- Aigion  (21.966 dân)
- Sparta (16.473 dân)
- Nafplio (13.124 dân)

## Các địa điểm khảo cổ
Peloponnese có nhiều điểm khảo cổ quan trọng có niên đại thời kỳ đồ đồng và Trung cổ. Các địa điểm quan trọng có thể kể tới là:
- Bassae (thị xã cổ và đền Epikourios Apollo)
- Corinth (thành phố cổ)
- Epidaurus (trung tâm tôn giáo cổ)
- Messene (thành phố cổ)
- Mistra (thị xã cổ near Sparta)
- Monemvasia (thị xã-pháo đài Trung cổ)
- Mycenae (thị xã-pháo đài của văn minh Aegea
- Olympia (nơi diễn ra Olympic Games)
- Pylos, (lâu đài Nestor)
- Tegea (trung tâm tôn giáo cổ)
- Tiryns (khu định cư thành hào cổ)